# Chemieunfall am Elk River

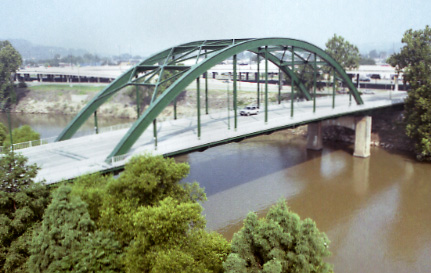
Elk River bei Charleston

Beim Chemieunfall am Elk River flossen am 9. Januar 2014 bis zu 38.000 Liter einer hauptsächlich 4-Methylcyclohexylmethanol (MCHM) enthaltender Flüssigkeit aus einer Fabrikanlage zur Kohlenwäsche in den Elk River bei Charleston in West Virginia.
Die Flüssigkeit war aufgrund einer Leckage aus einem im Jahr 1938 gebauten Vorratstank der Freedom Industries ausgelaufen. Die technische Sekundärbarriere hatte gemäß der US-Chemiesicherheitsbehörde CSB praktisch keine Auffangwirkung entfaltet. Am 21. Januar 2014 gab der Hersteller bekannt, das neben 88,5 % MCHM und 4,2 % Wasser auch 7,3 Massenprozente eines als „PPH Stripped basic“ genannten Gemisches aus Propylenglycolphenylether (PPH) und Dipropylenglycolphenylether (DiPPH) in dem ausgelaufenen Stoffgemisch enthalten waren. Andere Quellen sprechen von 5,6 % Propylenglycolphenylether.
Durch den Unfall wurde ein Trinkwasser-Reservoir kontaminiert. Die Behörden forderten für Wochen die betroffene, 300.000 Personen umfassende Bevölkerung auf, das Wasser nur noch für die Toilette und zum Feuerlöschen zu verwenden.
Die Behörden mussten Trinkwasser mit Hilfe von Tankwagen verteilen.
369 Personen wurden mit Symptomen wie Übelkeit, Hautveränderungen und Kopfschmerzen aufgrund des Unfalls in Krankenhäusern behandelt. Die Firma Freedom Industries meldete acht Tage nach dem Unfall Konkurs an. Der Staat West Virginia machte 1,8 Mio. Dollar an Gebühren für Aufräumarbeiten und Schäden geltend. Das US-Konkursgericht genehmigte zusätzlich 2,9 Millionen Dollar für öffentliche Säuberungsprojekte und Gesundheitsstudien.